# Alouette de Dunn
Eremalauda dunni
Espèce
Synonymes
- Ammomanes dunni[1]
- Eremalauda dunni dunni (Shelley, 1904)[1]

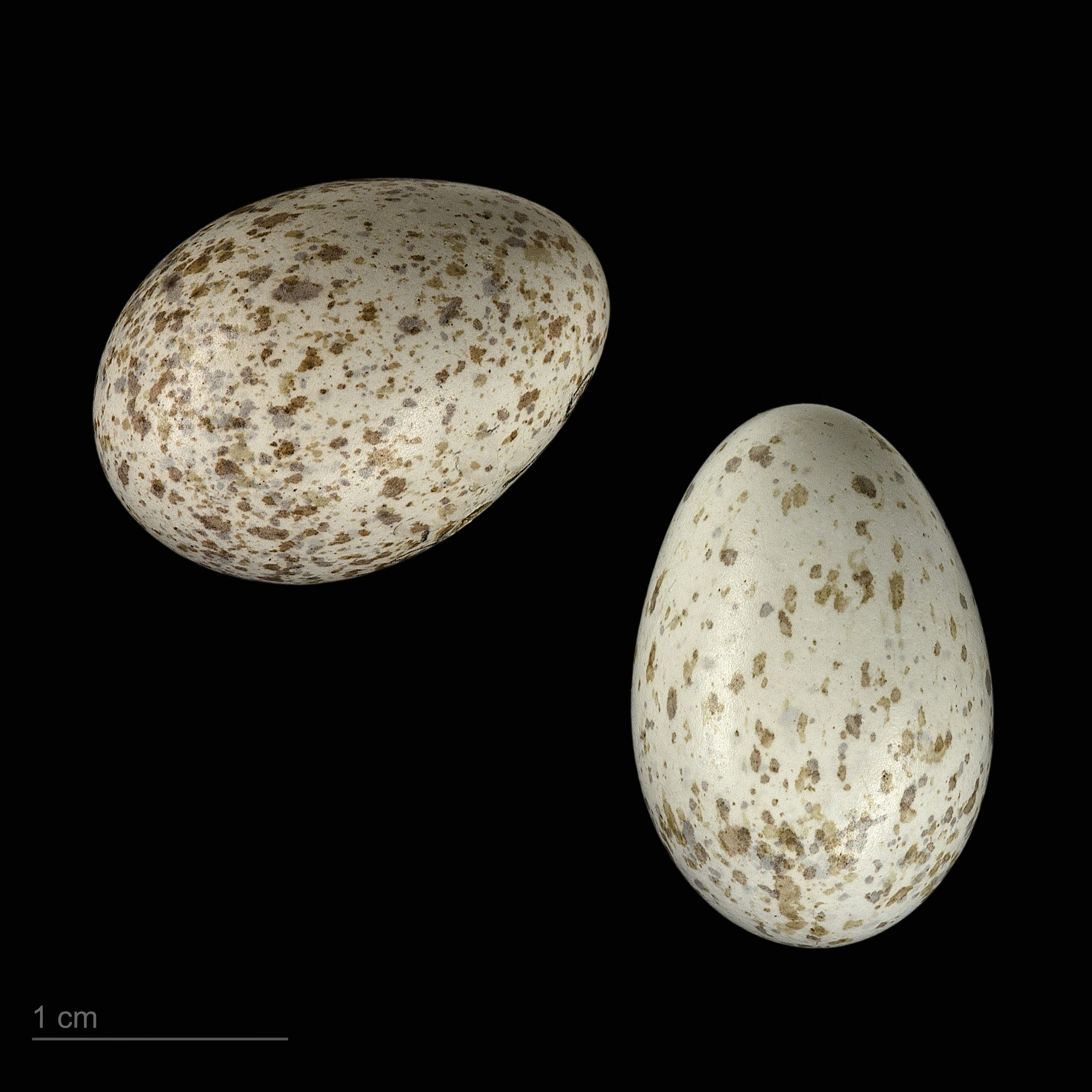
Eremalauda dunni - (MHNT)

Statut de conservation UICN

 LC  : Préoccupation mineure
L'Alouette de Dunn (Eremalauda dunni) ou Ammomane de Dunn, est une espèce d'oiseaux de la famille des Alaudidae.
Son nom est attribué au chirurgien militaire et collectionneur britannique Henry Nason Dunn (1864-1952).
Son aire fragmentée s'étend de la Mauritanie au Soudan.